# Verwaltungsgemeinschaft Rötz
Die Verwaltungsgemeinschaft Rötz im Oberpfälzer Landkreis Cham wurde im Zuge der Gemeindegebietsreform am 1. Mai 1978 gegründet und zum 1. Januar 1980 bereits wieder aufgelöst.
Ihr gehörten die Stadt Rötz und die Gemeinde Schönthal an.
Sitz der Verwaltungsgemeinschaft war Rötz.